# Biggles mužem zákona
Biggles – Mužem zákona (v originále Biggles – Air Detective) je dobrodružná povídková kniha od autora W. E. Johnse z roku 1950. V Česku vyšla v roce 2003, kdy ji vydalo nakladatelství Toužimský & Moravec v Praze.

## Děj
Jedná se o soubor několika povídek o veliteli útvaru letecké policie ve Scotland Yardu Jamesem Bigglesworthem, který společně se svými přáteli Gingrem, Algym, Bertiem a policejním inspektorem Gaskinem řeší různé případy.

### Případ černých ovcí
Policejní detektiv letecké policie James Bigglesworth (známý pod přezdívkou "Biggles") byl pověřen úkolem od svého nadřízeného generála Raymonda, aby na požádání úředníka minesterstva obchodu Vidella vyřešil případ pašování dámských punčoch. Podle dostupných informací se punčochy vždy ve velkém objevily po připlutí obchodní lodi jménem Sirroco, avšak na jejich palubě nebyly nikdy nalezeny. Biggles se tedy společně se svým parťákem Gingrem vydal na letecký průzkum kdy v době připlouvání Sirroca objevili na hladině dámské punčochy, které byly zabaleny v balíku a poslány pomoři za pomocí nafukovacích duší. Počkali si tedy až si pro náklad někdo přijde a začali dotyčného pilota hydroplánu sledovat. Pilot přistál na Lagganmaloch Island a díky rejstříku Biggles zjistil, že ostrov vlastní bývalý poručík R.Q. Paullson a rozhodl se ho vyslechnout. Ten se mu přiznal, že se dohodl s jedním mužem jménem Vanberger, že mu za pomocí letadla bude pomáhat s vyzvedáváním balíků a on mu naoplátku opatří dostatek cigaret (Paullson byl totiž velmi vášnivý kuřák). Když mu Biggles vysvětlil o co ve skutečnosti jde (Paullson totiž nikdy nekontroloval obsah balíků), prozradil Bigglesovi, že další zásilka se bude vykládat v Baltroonii. Díky tomu se podařilo chytit Vanbergera při činu a byl tak objasněn případ pašovaných punčoch. Paullson díky spolupráci byl na požádání Bigglese zproštěn viny z tohoto případu.

### Případ sultánovy návštěvy
Biggles dostal od Raymonda informaci, že se do Londýna na konferenci chystá bohatý sultán z Lashanti jménem Oba I'Mobi. Ten má v plánu v Anglii také předvést své panovnické klenoty o které podle dostupných informací bude mít zájem jeden z největších amerických zloduchů jménem Rocky Cordova. Ten zaměstnává svého pilota jménem Juan Laroul, jenž létá na stroji Bell P-39 Airacobra a Biggles nepochyboval o tom, že se pokusí sestřelit sultána (ten má de Havilland Mosquito ) ještě v Africe. Vydal se proto se svým Mosquitem společně s Gingrem do Afriky a nechal rozeslat falešnou zprávu, že sultán ze svého letiště odlétá o hodinu dřív a doufal tak, že Rockyho s jeho pilotem splete. To se také stalo a Biggles se tedy se svým Mosquitem utkal společně s Laroulou nad prázdnou pouští. Biggles zvítězil a Laroula shořel v troskách svého letadla. Sultán se bez problému dostal na konferenci a Biggles se s Gingrem vrátil zpět do Scotland Yardu.

### Případ neregistrovaného pilota
Inspektor Gaskin seznámil Bigglese se svým problémem, kterým bylo nečekaně rychlé mizení zločinců ze země. Tito zločinci (jeden z nich dokonce krátce po svém propuštění z vězení) se dopustili dalších krádeží a ještě téhož dne zmizeli se svým lupem za hranice, kde už je nebylo možno stíhat. Bylo jasné, že je někdo vozí letadlem a Biggles tedy naplánoval akci, kdy se jako "vězeň" s falešným jménem nechal propustit z vězení. Krátce po jeho odchodu ho oslovil muž v limuzíně. Ten ho zavezl do jednoho baru, kde mu jiný a chlapík a šéf celé bandy nabídl, že ho převeze přes hranice za určitý obnos z jeho "krádeže" (to všechno bylo popsáno ve falešném novinovém článku, který měl sloužit jako návnada). Ještě té noci s ním odlétl a Biggles ho navedl do Paříže, kde ho poté v jednom bytě v ulici Chantonesse společně s Gaskinem zatkli.

### Případ zraněného agenta
Generál Raymond společně se svým přítelem Charlesem z protišpionážní jednotky požádal Bigglese o riskantní záchrannou akci na západní konec hranice Bulharska. Biggles se zde měl pokusit získat tajný dokument od jednoho agenta jménem Maxos. Ten byl do této oblasti vyslán, aby podával informace o tamních konfliktech obyvatelstva, které tam probíhaly, avšak ztratili s ním už kontakt. Biggles se tedy se svým letadlem British Taylorcraft Auster vydal na Balkán, kde onoho muže později nalezl. Muž byl zraněný, ale ještě byl schopen se hýbat a tak ho Biggles odvedl ke svému letadlu, které nechal u jednoho lesa. K letadlu ale mezitím dorazila parta jezdců, která v oblasti hledala Maxose. Bigglesovi se je ale díky založení požáru podařilo přelstít, naložil Maxose do letadla a odletěl s ním do Brindisi, kde ho předal do péče lékaře a poslal Gingera s dokumenty do Anglie.

### Případ vynikajícího žáka
Inspektor Gaskin pověděl Bigglesovi příběh o pilotovi jménem Toff Gestner, který se do Anglie vrátil z Kanady, kam se rozhodl odcestovat za novým životem, protože v Anglii si ho už zkazil krádeži a falšováním. Zjistil o něm, že se přejmenoval na jméno Lancelot Seymour a že se snaží získat pilotní průkaz pro létání v noci. Lancelot byl v Kanadě prohlášen za prvotřídního pilota, a proto bylo Bigglesovi divné, že při své zkoušce pro noční létání selhal a začal tušit, že za tím bude nějaká levárna. Na letišti v Sudley, kde Lancelot prováděl výcvik, si nejprve pohovořil se svým starým přítelem Tommym Clewsonem a poté zpovzdálí sledovali Lancelotovy přípravy pro noční let. Těsně před tím než nastartoval motor, za ním přiběhl jeho řidič se slovy: "Zapomněl jste si pyžama". Biggles se ale balíčku zmocnil jako první a později je před očima vztekajícího se Lancelota rozdělal a našel v něm místo pyžama librové bankovky s malým padákem. Díky sériovým číslům bankovek se přišlo na to, že jsou ukradené z banky Barclay a Lancelot je měl údajně shodit svému kumpánovi ve Francii. Díky tomu byla objasněna nejenom záhadné selhání vynikajícího pilota, ale i krádež bankovek, s jejímž řešením měl problém inspektor Gaskin.

### Případ smrti mladého letce
Generál Raymond byl pověřen, aby vyšetřil případ smrti mladého letce, a proto si na pomoc pozval Bigglese. Mladík jménem Edmund byl naposledy spatřen pozdě v noci na nádraží v Buckbury, avšak jeho tělo bylo nalezeno brzo ráno na pobřeží Nizozemska. Bigglesovi bylo hned jasné, že mladík byl zavražděn ještě v Anglii a jeho tělo bylo hozeno do moře z letadla. Ačkoliv podle zjištění mladík neměl žádné problémi s policií ani s někým jiným, uvědomil si, že zřejmě viděl něco co neměl a Biggles si byl jistý, že spatřil zřejmě letadlo, které přistálo mimo letiště. Zjistil si obvyklou mladíkovu trasu z nádraží domů a nalezl jen jedno vhodné místo, kde by mohlo letadlo přistát. Objevil v blízkosti jakýsi statek a jistý seržant mu sdělil, že v něm bydlí paní Vanesterová, Holanďka které patří obchod s klobouky v Londýně. Při návštěvě onoho obchodu si Biggles všiml krásných ptačích per, které patřily velmi vzácnému ptákovi jménem rajka. Biggles věděl, že jeho lov je přísně zakázaný a díky tomu si už dokázal spojit získávání vzácných per s vraždou mladíka. Od poštmistra Greena se později dozvěděl, že si majitelka statku píše s jedním Holanďanem jménem Rudolf Lurgens. Biggles mu proto nařídil, aby do statku nespojoval žádné hovory a sám poslal telegram pro Rudolfa, kde ho lákal na "důležitý obchod" a podepsal se tam jako Karena (paní Vanesterová si zvolila ochodní jméno Madame Karena). Poté dorazil se svými parťáky na údajné místo činu, kde nalezli chlapcovu tašku a prázdnou nábojnici. Díky tomu už měli dostatek důkazů, aby vraha zatkli a proto si na něho počkali uvnitř domu Kareny. Tam jim ještě před tím než přiletěl, pověděla, že onen muž je její bratr. Velmi krátce po jeho příchodu se ho Biggles pokusil v klidu zatknout, muž však na Bigglese vystřelil. Biggles byl ale na tohle připravený a vystřeli na něj současně s ním. Biggles utpěl pouhé povrchové zranění, které si vyžádalo týden v nemocnici, zatímco Lurgensovo zranění bylo vážnější. Lurgens se při pobytu v nemocnici pokusil o útěk, avšak potrhal si při tom stehy na ráně, čímž si vytvořil vážné zdravotní komplikace, na které po dvou dalších týdnech zemřel.

### Případ ukradených letadel
Biggles byl pověřen, aby vyřešil záhadu zmizení dvou letadel, z nichž jedno (jednalo se o Westland Lysander) bylo nalezeno zcela zničené na yorkshireském vřesovišti, a druhé (de Havlliand Mosquito) bylo nalezeno na otevřené pastvině neporušeno, avšak bez paliva. Každé letadlo bylo z jiného letiště. Biggles usoudil, že ačkoliv obě letadla byla ukradena ze dvou výcvikových jednotek, pořád se jednalo o vojenské typy a díky tomu se muselo jednat o zkušeného pilota (Biggles byl přesvědčen, že za tím stojí jeden a ten samý člověk), který byl buďto aktivním důstojníkem nebo jen letcem. Obě letecké základny byli blízko sebe, takže pachatel musel bydlet někde v sousedství. Biggles správně uvážil, že pachatel, chtěl letadla ukrást především kvůli benzínu v jejich nádržích, a proto si na ministerstvu letectví vyžádal záznam, jestli si náhodou nejprve nepokusil získat ho legální cestou. Z celkově čtyřech žádostí o letecký benzín byla jedna zamítnuta, a tak se Biggles s Gingerem za touto osobou vydali. Jednalo se o mladého muže jménem Merville Lucas Lutton a ten se jim po jejich představení přiznal, že letadla skutečně ukradl kvůli benzínu, který chtěl použít do svého nového letadla, jenž sám vyrobil. Lutton se chtěl po ukradení letadel zbavit důkazů, a tak navedl Lysandera nad vřesoviště a vyskočil z něho na padáku. U Mosquita ale odhadl zbytek benzínu k doletu na vřesoviště špatně, a po nouzovém přistání na pastvině ho opustil.

## Postavy
- James "Biggles" Bigglesworth
- Algernon "Algy" Lacey
- Ginger Hebblethwaite
- Bertram "Bertie" Lissie
- Inspektor Gaskin
- generál Raymond

### 1. případ
- Louis Vanberger
- R.Q: Paullson

### 2. případ
- sultán Oba I'Mobu
- Rocky Cordova
- Juan Laroul

### 3. případ
- Darkier (šéf bandy)
- Slick (jeho řidič)
- kapitán Joudrier (Gaskinův společník)

### 4. případ
- Maxos
- Charles z MI-5

### 5. případ
- Lancelot Seymour – Toff Gestner (avšak jeho pravé jméno bylo Hubert Roland)
- Tommy Glewson
- řidič James

### 6. případ
- Edmund Teal
- Rudolf Lurgens
- paní Vanesterová – Madame Karena
- poštmistr Green
- seržant Winskip

### 7. případ
- Mereville Lucas Lutton

## Letadla
- hydroplán Moth
- Saro Lerwick
- British Taylorcraft Auster
- Bell P-39 Airacobra
- de Havilland Mosquito
- De Havilland Tiger Moth
- Fokker (přesný typ není v knize uveden)
- Westland Lysander